# هاینریش ولکر
هاینریش ولکر (انگلیسی: Heinrich Welker؛ زاده ۹ سپتامبر ۱۹۱۲ درگذشته ۲۵ دسامبر ۱۹۸۱) یک فیزیک‌دان اهل آلمان بود.

## زندگینامه و کارهای مهم
با آغاز سال ۱۹۳۱ وی در دانشگاه لودویگ ماکسیمیلیان مونیخ زیر نظر آرنولد زومرفلد، به تحصیل پرداخت و در سال ۱۹۳۶ مدرک دکترا دریافت کرد.